# Pere Pázmány
Pere Pázmány (4 d'octubre de 1570, Nagyvárad - 19 de març de 1637, Bratislava) fou arquebisbe d'Esztergom del 1616 al 1637, cardenal hongarès de l'Església Catòlica, nomenat pel papa Urbà VIII.

## Biografia
Nasqué al si d'una família calvinista. El 1582 va morir la seva mare, Margarita Massai, i el seu pare, Nicolau Pázmány, va tornar-se a casar, amb Bárbara Toldy, qui era catòlica i educà el jove Pere sota aquesta confessió. Aviat se n'anà a Várad a estudiar amb els jesuïtes i es feu estudiant del col·legi fundat a Kolozsvár per aquest orde. El 1587 el príncep de Transsilvània, Segimon Bathory, expulsà els jesuïtes del principat, i d'aquesta manera Pere fou enviat primer a Cracòvia a continuar els seus estudis com a novici jesuïta i després del 1589 al 1592 a Viena.
Se n'anà a Roma per estudiar teologia del 1592 al 1596 a l'escola del cardenal Roberto Bellarmino, i s'hi graduà el 1597. Fou ordenat sacerdot el 1596. El 1597 es convertí en prefecte del seminari jesuïta de Graz. Des de la casa jesuïta de Sellye fou enviat a predicar a Košice i a Nitra el 1601.
Des del 1603 fou professor de teologia a la Universitat de Graz. El 1607 tornà a Hongria i entrà a la cort del cardenal primat Ferenc Forgách.
El 1616 obtingué del papa Pau V permís per deixar la Companyia de Jesús per poder entrar a l'Orde de Somasca. Tanmateix, no abandonà mai la Companyia.
Fou escollit arquebisbe d'Esztergom-Budapest el 28 de novembre del 1616. El papa Urbà VIII l'ascendí al rang de cardenal al consistori del 19 de novembre del 1629. El 31 de maig del 1632 rebé el títol de Sant Jeroni dels Croats.
El 12 de maig de 1635 fundà la Universitat de Trnava, la primera universitat catòlica hongaresa. Morí finalment el 19 de març de 1637 a Bratislava.